# Jimmy Phillips
Jimmy Neil Phillips (Bolton, 8 febbraio 1966) è un allenatore di calcio ed ex calciatore inglese, di ruolo difensore.

## Biografia
Anche suo figlio Nathaniel Phillips è un calciatore professionista.

## Palmarès

### Competizioni nazionali
- First Division: 1

Bolton: 1996-1997